# Thunder (DC Comics)
Este artículo trata sobre el personaje de Outsiders. Para el Thunder original, vea Thunder y Lightning (cómic).
Thunder es una superheroína ficticia que aparece en los cómics estadounidenses publicados por DC Comics. El personaje fue creado por el escritor Judd Winick y el artista Tom Raney en la Edad Moderna de los Cómics. Ella es mencionada por primera vez en Green Arrow vol. 2 # 26 (julio de 2003) y aparece por primera vez un mes después en Outsiders vol. 3 # 1. Nacida como Anissa Pierce, la hija mayor del superhéroe Black Lightning, es una metahumana en el Universo DC. Es capaz de aumentar su densidad física, hacerse a prueba de balas y crear ondas de choque masivas cuando pisotea el suelo.
Pierce también es la hermana mayor de Jennifer, una superheroína que opera bajo el alias de Lightning. Contra los deseos de sus padres, Anissa elige utilizar sus habilidades para combatir el crimen. Ella es invitada y acepta un puesto en el equipo de superhéroes The Outsiders. Pierce está involucrada en una relación con su compañera de equipo Grace Choi.
Junto con su presencia en varios cómics, Thunder ha aparecido en varios programas de televisión y aparece en la serie de acción en vivo Black Lightning, donde Nafessa Williams la interpreta.

## Biografía del personaje ficticio

### Hija de Black Lightning
Su padre Jefferson Pierce (Black Lightning) y su madre Lynn Stewart no querían que ella siguiera sus pasos, e hizo un trato con ella: ella se graduaría de la universidad antes de considerar una carrera en la lucha contra el crimen. Ella lo hizo, y la misma noche de su graduación se puso un disfraz y se convirtió en Thunder. Ella también es la hermana mayor de Lightning.

### Outsiders
Poco después de que Thunder comenzara su carrera en solitario, Arsenal se le acercó y le ofreció un lugar en el nuevo equipo de Outsiders. Razonando que podía aprender mejor el comercio de superhéroes con un equipo, aceptó esta oferta y se convirtió en una Outsider. Aunque se llevaba bien con la mayoría de sus compañeros de equipo, parecía entrar en conflicto con Grace, una dura y promiscua gorila, constantemente. Sin embargo, fueron bastante efectivos como equipo, y las dos lentamente llegaron a un rencoroso respeto entre ellas; Más tarde se convirtieron en amantes.
Finalmente, su padre apareció en la sede de los Outsiders, exigiendo su renuncia al equipo. Naturalmente, ella se negó y cuando el peligro de Sabbac surgió nuevamente, su padre incluso decidió acompañar a los Outsiders. Durante esa aventura, los dos llegaron a respetar las habilidades del otro, sin haber visto al otro en acción antes, y Thunder pudo seguir siendo una Outsider.
El alcance de su invulnerabilidad se puso a prueba durante una pelea con los Fearsome Five reformados. La materia transmutadora Shimmer convirtió el aire en sus pulmones en agua, lo que causó una inflamación tan grande que tuvo edema pulmonar y síndrome de dificultad respiratoria aguda, que casi la mata. Ella se recuperó y continuó sirviendo con los Outsiders. 

### "Un año después"
OYL, Anissa sigue siendo miembro de los Outsiders (un equipo que actualmente se creía que estaba muerto), y ha estado involucrada en el intento de derrocar al régimen de Malí. Su papel ha sido fundamental en la misión, habiendo sido encubierta entre el gobierno, un papel que le ha obligado a fingir que estaba teniendo una relación sexual con el gobernante del país, Ratun Bennin; en realidad, Metamorfo usó un compuesto alucinógeno para engañar al dictador. Ella comprometió la misión del equipo cuando reveló su cobertura y atacó al ejército de Malí, que iba a matar a una aldea.
Se reveló que Thunder ha tenido una relación romántica con su compañera de equipo Grace, convirtiéndola en una de las pocas personas de color LGBT en la lista de DC. Thunder fue expulsada recientemente de The Outsiders tras la reorganización del equipo de Batman, siendo reemplazado por el Detective Marciano. Se reincorporó al equipo, cuando Grace la invitó a una misión, sin la aprobación de Batman.
Durante los eventos de Batman R.I.P., una asamblea de los Outsiders, incluida Anissa, recibe un mensaje del desaparecido Batman, pidiéndoles que alimenten un código secreto en la mente cibernética del ReMAC, lo que le permite rastrear al Caped Crusader y el Black Glove y ayudar él en su lucha. Mientras cumplen a regañadientes, debido a Batgirl, el código se revela como una trampa cibernética creada por el Doctor Hurt, el autor intelectual detrás de la caída de Batman, y ReMAC explota. Varios forasteros están heridos, y Anissa sufre lesiones cerebrales lo suficientemente graves como para golpearla en un coma aparentemente irreversible. Sin embargo, su aparición en el vestuario en la historia de "Crisis final: Enviar sugiere que se recuperó después, ya que la historia de la Crisis Final se produce después de los eventos en R.I.P., aunque Thunder todavía se muestra en estado de coma durante el Batman and the Outsiders Special, donde su padre finalmente se une a una nueva lista de Outsiders para tomar su lugar.
Thunder finalmente reaparece muchos meses después, ahora viviendo con Grace en un estado de semi-jubilación. Las inconsistencias con respecto a su coma se mencionan brevemente cuando se explica que Anissa había estado "entrando y saliendo de hospitales" durante un período prolongado después de sus lesiones iniciales. Después de una misión fallida, Black Lightning llega al apartamento de Anissa y Grace con otros miembros fugitivos de los nuevos Outsiders, diciéndole a Anissa que simplemente desea ver a sus hijos nuevamente después de pasar meses sin ningún contacto con su familia. Expresa brevemente incomodidad por la orientación sexual de su hija, pero Anissa le dice que Grace estaba allí para ella cuando él no estaba. Cuando la Sociedad de la Justicia de América ataca el departamento para poner a los Outsiders bajo custodia, Anissa elige ponerse del lado de su padre y luchar contra los héroes atacantes, lo que finalmente lleva a una confrontación con su hermana menor, Lightning, a quien dice que siempre fue considerada como la "favorita". Después de que el Doctor Fate termina la pelea, Anissa y Grace eligen unirse a los Outsiders en una misión a Markovia, donde Amanda Waller les encargó capturar a Geo-Fuerza.

## Poderes y habilidades
Thunder tiene la capacidad de aumentar la masa de su cuerpo mientras conserva el volumen, lo que aumenta efectivamente su densidad. En este estado, ella es completamente inamovible, completamente invulnerable. Un agente de la mafia una vez sufrió una fractura compuesta después de intentar golpear a Thunder en la cara. Notablemente, ella puede hacer que su piel sea lo suficientemente fuerte como para soportar balas. Simplemente pisoteando el suelo puede crear ondas de choque masivas.

## Otras versiones

### Kingdom Come
Un joven que hereda los poderes de su padre y es el nuevo propietario del genio Thunderbolt es la versión de Thunder que aparece en la novela gráfica de 1996 de Alex Ross y Mark Waid.

## En otros medios

### Televisión
- Una versión adolescente de Thunder aparece en el segmento "Thunder and Lightning" de DC Nation Shorts con la voz de Cree Summer. Ella y Lightning se convierten en superheroínas y reciben sus trajes de Peter Gambi, donde ayudan a su padre a luchar contra el Doctor Polaris.
- Anissa Pierce hace su debut en vivo en la serie de televisión Black Lightning, interpretada por Nafessa Williams.[13] Los poderes de esta versión se activan al contener la respiración. Después de ser secuestrada por los 100 y rescatada por su padre Black Lightning, los poderes de Anissa comienzan a surgir. Más tarde recibe un traje de Peter Gambi, se une a su padre en la lucha contra el crimen como Thunder, y se enamora y finalmente se compromete para casarse con Grace Choi. Más adelante en la serie, Anissa adopta el alias Blackbird para operar como vigilante independiente en respuesta a la opresión de la A.S.A.
  - Además, Williams hace cameos como dos versiones de universo alternativo de Anissa en el episodio "The Book of Resistance: Chapter Four: Earth Crisis".
- Una versión joven de Anissa hace de cameo en Young Justice: Outsiders, con la voz de Masasa Moyo.

### Varios
- Una versión adolescente de Thunder aparece en la serie web DC Super Hero Girls, con la voz de Cree Summer.